# دریاچه شیمر
دریاچهٔ شیمر (به انگلیسی: Shimmer Lake) فیلمی‌است در ژانر جنایی محصول سال ۲۰۱۷ آمریکا. کارگردان فیلم اورن اوزیل است و در آن بنجامین واکر، وایت راسل، رین ویلسون، آدام پالی، جان مایکل هیگینز و ران لیوینگستون به ایفای نقش پرداخته‌اند. دریاچهٔ شیمر را نت‌فلیکس در ۹ ژوئن ۲۰۱۷ منتشر کرد. فیلم داستانی است حول یک سرقت بانک و ماجراهای پشت آن و روابط میان سارقان و دیگر نقش‌آفرینان قصه.